# .la
.laは、ラオスの国別コードトップレベルドメイン（ccTLD）である。
.laドメインは正式にはラオスに割り当てられているが、サブドメインはラオス国外の組織に委任されている。

## 歴史
ラオス国家インターネット委員会（Lao National Internet Committee）が後援し、ガーンジー島で登記されているLA Names Corporationが.laドメインを販売する権利を得ている。同社は、以前は .info などを管理するAfilias（アフィリアス社）のレジストリサービスとDreamHost 社のレジストラサービスを使用していたが、DreamHost 社が2006年5月でレジストラ事業を打ち切ったため、2007年にイギリス企業であるCentralNic社にレジストラを移管した。
Panic Inc.は2011年4月13日、「世界初の絵文字ドメイン」として.laドメインの下に"Poopla"(💩.la、Punycode表記:xn--ls8h.la)を作成した。

## 使用
このドメインは、"LA"を略称とするアメリカ合衆国のルイジアナ州やロサンゼルス市で使用されている。.laドメインの公式サイトには、"The Internet Address For Los Angeles"（ロサンゼルスのためのインターネットアドレス）と書かれている。
.laドメインはフランス語や中国語のドメインハックにも使用されている。làは、フランス語、イタリア語やその他のロマンス語において、英語の"there"に相当する単語である。「啦」（拼音: la）は、北京語や広東語の文末やフレーズによく使われる心態詞である。
Mozilla Foundationの短縮URL機能は、"mzl.la"で"Mozilla"と読ませるドメインハックを使用している。
テスラ(Tesla)は、"ts.la"ドメインをURL短縮やリダイレクトに使用している。
イランおよび中東最大のEコマーススタートアップであるディジカラ(Digikala)は、"dgka.la"ドメインをURL短縮に使用している。
インテルラテンアメリカは"intel.la"ドメインを使用している。
アメリカデジタル公共図書館(DPLA)は"dp.la"ドメインを使用している。

## ラーオ語ドメイン
2008年、国際化国別コードトップレベルドメイン.ລາວ（ラオスの公用語であるラーオ語でのラオスの名称）の予備申請が行われた。2019年にこのTLDが承認された。